# Le Clion-sur-Mer
Le Clion-sur-Mer is een plaats en voormalige gemeente in het Franse departement Loire-Atlantique in de regio Pays de la Loire. De plaats maakt deel uit van het arrondissement Saint-Nazaire.

## Geschiedenis
Tot 1973 was Le Clion-sur-Mer een zelfstandige gemeente. Op 1 juni 1973 ging het op in de gemeente Pornic in een fusion-association. Dit hield in dat Dampierre-sur-Loire als commune associée nog enige mate van zelfstandigheid behield, tot in 1987 deze status werd opgeheven.